# Toyota Cresta
Der Toyota Cresta war eine viertürige Limousine mit Hinterradantrieb, die Toyota 1980 herausbrachte. Sie war auf der gleichen Plattform aufgebaut wie die Modelle Chaser, Cressida und Mark II. Ziel des Cresta war ein höheres Ausstattungsniveau im Vergleich zum Mark II; der Chaser war die Sportversion des Mark II. Häufig wurde der Cresta mit Zweifarbenlackierung und besserer Innenausstattung ausgeliefert, was ihn dem Exportmodell Cressida ähnlicher scheinen ließ. Der Cresta wurde in fünf Generationen hergestellt; die Fertigung endete 2000 und das Nachfolgemodell Verossa ersetzte ebenfalls den Chaser.
Bei der Namensgebung ließ sich Toyota vom Vauxhall Cresta inspirieren, der in Großbritannien eine ähnliche Reputation besaß.

## Serie X50-X60 (1980–1984)
Der erste Cresta wurde im April 1980 eingeführt und war nur in den Toyota-Vista-Verkaufsstellen in ganz Japan verfügbar. Der Cresta wurde knapp unterhalb der großen Limousine Crown platziert. Das Modell wurde mit Halogenlampen ausgestattet um ihm ein luxuriöseres Aussehen zu verleihen und war mit vielen luxuriösen Details verfügbar. Den 2,0-l-R4-Motor M-EU gab es nur mit Automatikgetriebe – genauso wie beim Crown – oder den 2,0-l-R6-Motor 1G-EU, ebenfalls aus dem Crown. Die Ausstattungsvarianten hatten Namen, wie Super Lucent, Super Touring, Super Deluxe, Super Custom oder Custom, die alle auf den vorhandenen Luxus hinwiesen und ebenso im Crown angeboten wurden. Die besseren Ausstattungsvarianten beinhalteten auch eine Zweifarbenlackierung, um den Cresta auch für jüngere Kunden interessant zu machen. Der Wettbewerber von Nissan war der Laurel.

## Serie X70 (1984–1988)
Die Serie X70 wurde am 8. März 1984 eingeführt. Ihr Styling teilte sie mit dem Mark II, wobei der Cresta eine Hardtop-Limousine blieb und der Mark II eine Limousine mit B-Säulen. Der X70 war genauso beliebt wie sein Vorgänger. Die elektrisch betätigten Außenspiegel wurden nun, wie im Westen üblich, an der Vorderkante der vorderen Türen installiert und nicht mehr auf den vorderen Kotflügeln, um ein moderneres Aussehen zu erzielen. Für enge Parkplätze waren sie auch elektrisch einklappbar. Der 2,0 l-R4-Dieselmotor aus der ersten Generation wurde auf 2,4 l aufgebohrt. 1985 wurde ein kleines Facelift durchgeführt und im Oktober 1985 kam der 1G-GTEU-Turbomotor; das neue Modell hieß GT Twin Turbo. Mit Einführung dieses Motors wurde die M-TEU-Maschine nicht mehr angeboten. In die Frontschürze eingelassene Nebelscheinwerfer gehörten jetzt zur Serienausstattung und im August 1986 gab es ein weiteres kleines Facelift.

## Serie X80 (1988–1992)
Die dritte Generation des Cresta wurde am 8. März 1988 eingeführt und ihr Styling führte von den geraden Kanten der früheren Toyota-Modelle weg. Das Spitzenmodell Super Lucent G wurde von einem kompressorgeladenen 1G-GZE-Motor angetrieben. Die Motoren 1JZ-GE und 1JZ-GTE wurden auch im Schwestermodell Chaser verbaut. Im Januar 1989 erhielten die Wagen einzeln aufgehängte Hinterräder. Im August 1989 wurden ABS und ESP eingeführt. Im Mai 1990 gab es besondere Ausstattungen zum 10. Geburtstag des Modells und später im Jahr wurde das Styling nochmals überarbeitet.

## Serie X90 (1992–1996)
1992 erschien die 4. Generation des Cresta. Wie seine Schwestermodelle Chaser und Mark II bekam der Cresta eine größere Karosserie, die allerdings etwas plumper wirkte. Als Antrieb dienten ein 3,0 l-R6 (2JZ-GE), zwei 2,5 l-R6-Motoren (1JZ-GTE und 1JZ-GE), ein 2,0 l-R4-Motor (1GE-FE), ein 1,8 l-R4-Motor (4S-FE) oder ein 2,4 l-R4-Dieselmotor (2L-TE). Der GT Twin Turbo wurde in Tourer umbenannt, behielt aber den vom Vorgänger bekannten Motor. Während der Tourer den aufgeladenen Motor besaß, gab es auch einen Tourer S mit Saugmotor.
1993 wurden zwei Modelle mit permanentem Allradantrieb, der Super Lucent Four und der Super Lucent G Four, herausgebracht. Sie waren nur mit Automatikgetriebe verfügbar. 1994 wurde das Styling von Kühlergrill und Heckleuchten geändert. Im September 1995 wurde erstmals ein Fahrerairbag angeboten.

## Serie X100 (1996–2001)
1996 erschien die letzte Generation des Cresta.
1998 wurde das Design erneut überarbeitet. Ein größerer Kühlergrill und andere Rücklichter verliehen dem Fahrzeug ein besseres Aussehen. Neu war der 2,0 l-R4-VVTi-Motor 1G-FE mit variabler Ventilsteuerung, der bessere Leistung bot. Allradantrieb war nun auch für den 2,0 l verfügbar.
Im Juli 2001 wurde auch der Chaser eingestellt und der Verossa beerbte Chaser und Cresta.